# Andrew Yao
Andrew Chi-Chih Yao (în 
chineză: 姚期智; pinyin: Yáo Qīzhì, n. 24 decembrie 1946, Shanghai, China) este un reputat informatician chinez, care a demonstrat, folosindu-se de teorema minimax, ceea ce este astăzi cunoscut drept principiul lui Yao, pentru care a primit, în 2000, Premiul Turing.
1. ↑   https://awards.acm.org/fellows/award-recipients, accesat în 23 iunie 2024 Lipsește sau este vid: |title= (ajutor)